# Angélique Arvanitaki
Angélique Arvanitaki est une neurophysiologiste d'origine grecque, née au Caire le 11 juillet 1901 et morte à Marseille le 6 octobre 1983, notable pour ses travaux pionniers en neurologie.

## Biographie
Angélique Arvanitaki appartient à une famille grecque installée en Égypte. Émigrée en France pour y faire des études, elle obtient une licence de sciences exactes à la faculté de Lyon et s'oriente ensuite vers la physiologie, sous la direction de Henry Cardot, alors titulaire de la chaire de Physiologie générale et comparée de l'Université de Lyon et, de ce fait, directeur de la station de biologie marine de Tamaris.
À Lyon et à la Seyne-sur-Mer, Arvanitaki travaille d'abord à la fabrication d'appareils de précision pour la mesure directe de l'activité électrique des nerfs, ce qui lui permet de réaliser de nombreuses expériences pour étudier l'excitabilité des nerfs d'animaux marins tels que les céphalopodes ou l'aplysie,, qu'elle est une des premières à étudier. Elle travaille aussi en collaboration avec Alfred Fessard, avec qui elle étudie notamment les nerfs du crabe,.
En 1938, elle soutient sa thèse de doctorat.
À la fin des années 1930, Arvanitaki fait la rencontre de Nick Chalazonitis, un étudiant grec de 17 ans son cadet, venu d'Athènes pour étudier la médecine vétérinaire à Lyon. Ils se marient en 1942. De leur union naît en 1943 une fille, Alcmène Chalazonitis, qui deviendra à son tour neurophysiologiste,. Chalazonitis complète ses études vétérinaires puis entame après la Seconde Guerre mondiale des études de chimie et s'associe progressivement aux recherche d'Arvanitaki avec qui il commença à publier en 1947.
Au début des années 1950, Arvanitaki et Chalazonitis décident de venir travailler au Centre scientifique de Monaco.
En 1959, ils voyagent aux États-Unis et font notamment un passage à la station maritime de Woods Hole où ils contribuent à populariser l'étude des nerfs de l'aplysie comme organisme modèle
Dans les années 1960, Angélique Arvanitaki participe à la fondation de l'Institut de Neurophysiologie et de Psychophysiologie à Marseille,

## Recherche
Angélique Arvanitaki est reconnue pour ses travaux en électrophysiologie. Elle a été une pionnière dans l'étude de l'activité électrique nerveuse par ses études sur les neurones de mollusques terrestres et marins tels que les aplysies et a notamment découvert et nommé le principe de la transmission éphaptique.

### Publications
- Angélique Arvanitaki, Henry Cardot, Les variations graduées de la polarisation des systèmes excitables : relation avec la négativité propagée et signification fonctionnelle dans l'activité rhythmique (thèse de doctorat), 1938.
- Angélique Arvanitaki et Alfred Fessard, « Tendance au synchronisme des réponses de deux unités pulsantes voisines », Comptes rendus des séances de la Société de biologie et de ses filiales,‎ 1936 (lire en ligne)
- Angélique Arvanitaki, « Interactions électriques entre deux cellules nerveuses contiguës », Archives internationales de Physiologie, no LII,‎ 1er août 1942 (DOI https://doi.org/10.3109/13813454209144804)

- Angélique Arvanitaki, « Effects evoked in an Axon by the activity of a contiguous one », Journal of Neurophysiology,‎ 1er mars 1942 (DOI 10.1152/jn.1942.5.2.89)